# Scuola Germanica Roma
La Scuola Germanica Roma (Deutsche Schule Rom) è una scuola internazionale tedesca eccellente all'estero (Exzellente Deutsche Auslandsschule), situata a Roma, sulla Via Aurelia Antica, a ovest del parco di Villa Doria Pamphilj.

## Profilo
La scuola è gestita dall'Associazione Scolastica Germanica di Roma, gran parte delle spese sono coperte dalla Repubblica Federale di Germania. Fondata nel 1851, è la scuola internazionale più antica di Roma.  Alla fine del percorso scolastico si consegue l'Abitur, titolo riconosciuto dallo stato tedesco, italiano ed austriaco. Attualmente conta circa novecento alunni tra scuola dell'infanzia (Kindergarten), scuola primaria (Grundschule) e scuola secondaria (Gymnasium).
Il curriculum della scuola è integrato, in base ad un accordo con l'Italia, di lezioni di italiano e lezioni tenute in lingua italiana, sicché i ragazzi danno automaticamente l'esame di Scuola primaria in Italia e (su richiesta) di Scuola media.
La scuola termina con la maturità scientifica che è pienamente equiparata, sia in Germania che in Italia. Non sono dunque necessari ulteriori esami per essere ammessi all'università.

## Pedagogia
Gli obiettivi pedagogici sono:
- Senso di responsabilità
- Autonomia
- Attitudine al lavoro di gruppo e tolleranza

## Scuola d'incontro
Nello statuto la scuola è definita una "scuola d'incontro" perché favorisce l'incontro fra ragazzi di diverse nazioni e fra le culture tedesca e italiana.